# Ulica marsz. Józefa Piłsudskiego w Wodzisławiu Śląskim
Ulica marsz. Józefa Piłsudskiego w Wodzisławiu Śląskim to ulica pamiętająca okres średniowiecza. Już w 1810 r. była traktem w kierunku Żor i nosiła nazwę ulica Żorska. Leżała w tzw. Dzielnicy Żorskiej. W czasach PRL-u nadano jej nazwę Ulica gen. Karola Świerczewskiego. Znajdowała się przy niej wówczas restauracja PIAST. W latach 90. ulicę przemianowano na Marszałka Józefa Piłsudskiego i tak jest do dziś. Jest to jedna z niewielu ulic, która nie jest wyłączona z ruchu kołowego w okolicach Wodzisławskiej Starówki. Jej początek wyznacza płyta Rynku, a koniec Rondo Alanya na skrzyżowaniu ulic 26 Marca, Daszyńskiego oraz Placu Gladbeck. Długość tej ulicy wynosi 193 m.

## Galeria

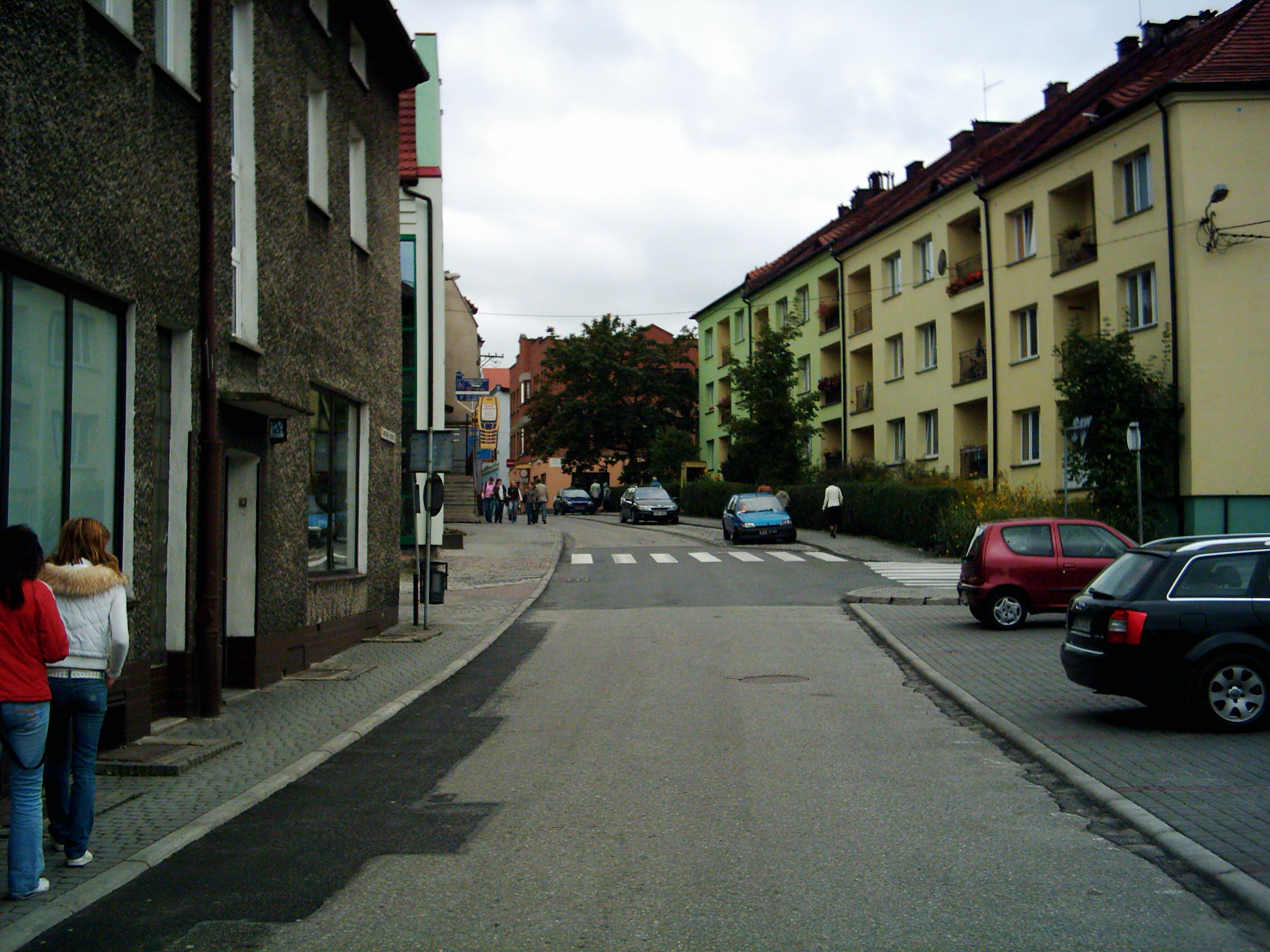
Ulica marsz. Józefa Piłsudskiego. Widok od strony Ronda Alanya